# Zona metropolitana di Bucarest

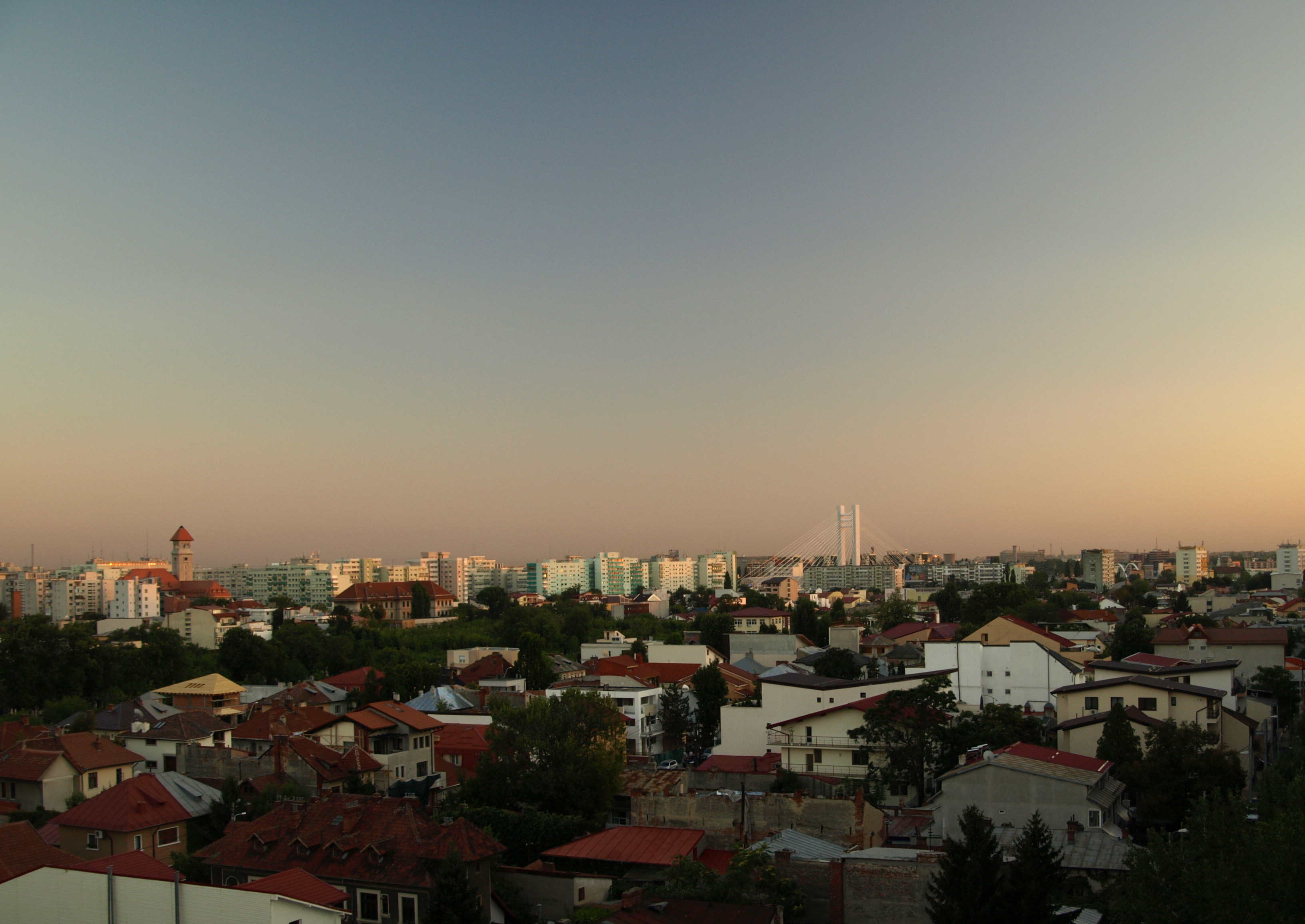
Orizzonte di Bucarest

La zona metropolitana di Bucarest (in romeno Zona Metropolitana București) è un progetto di area metropolitana proposto che include Bucarest, la capitale della Romania e i comuni circostanti. Il completamento è previsto per il 2026, avrebbe una popolazione di circa 2,4 milioni, con 800km2 di territorio(zona metropolitana attorno, se estesa al distretto circostante 5000 km2 circa) solo leggermente più grande di quella della città vera e propria (2,0 milioni, 400km2). Sarebbe anche un membro della rete METREX.
Secondo Eurostat, Bucarest ha un'area urbana funzionale di 2.420.530 residenti (a partire dal 2020).

## Storia
Il progetto "Area metropolitana" è stato avviato nel 2004. Un sondaggio del 2008 ha mostrato che circa il 80% della popolazione dell'area favorisce il progetto. La città vera e propria ha ora 400 km², ma la zona metropolitana estesa raggiungerà i 2000 km² in una prima fase. Un possibile nome per questo probabilmente sarà "Greater Bucharest".
In una fase iniziale, la zona includerebbe Bucarest e il Distretto di Ilfov. Quindi, ci sono diversi piani per aumentare ulteriormente l'"Area metropolitana di Bucarest" a circa 20 volte l'area della città vera e propria (da 400 km² a 5.046 km²). Includerebbe 6 città e 87 comuni dal distretto di Ilfov, Giurgiu e Călărași e si estenderebbe fino al confine con la Bulgaria nel sud e verso la contea di Prahova nel nord. In una fase intermedia, l'estensione della zona includerebbe 60 delle 94 località candidate. L'area metropolitana di Bucarest potrebbe diventare il più grande porto sul Danubio al completamento del Canale Danubio-Bucarest.
Il Consiglio allargato dell'"Area metropolitana" avrà 100 consiglieri, il doppio di quelli che sono ora, e il governo nominerà un governatore, una posizione che sarebbe stata omologata al prefetto di Bucarest.

## Suddivisioni
| Gerarchia degli organismi di pianificazione | Località principali  | Area (primo stadio) | Popolazione (primo stadio) | Area (fase intermedia) | Popolazione (fase intermedia) |
| ------------------------------------------- | -------------------- | ------------------- | -------------------------- | ---------------------- | ----------------------------- |
| Bucarest                                    |                      | 228 km²             | 1,883,425                  | 228 km²                | 1,883,425                     |
| Distretto di Ilfov (tutte le località)      |                      | 1,285 km²           | 388,738                    | 1,285 km²              | 388,738                       |
| ↓                                           | Voluntari            | 37 km²              | 42,944                     | 37 km²                 | 42,944                        |
|                                             | Pantelimon           | 69 km²              | 25,596                     | 69 km²                 | 25,596                        |
|                                             | Buftea               | 55 km²              | 22,178                     | 55 km²                 | 22,178                        |
|                                             | Popești-Leordeni     | 56 km²              | 21,895                     | 56 km²                 | 21,895                        |
|                                             | Bragadiru            | 22 km²              | 15,329                     | 22 km²                 | 15,329                        |
|                                             | Chitila              | 13 km²              | 14,184                     | 13 km²                 | 14,184                        |
|                                             | Otopeni              | 32 km²              | 13,861                     | 32 km²                 | 13,861                        |
|                                             | Măgurele             | 45 km²              | 11,041                     | 45 km²                 | 11,041                        |
| Distretto di Giurgiu (11 località)          |                      |                     |                            | 656 km²                | 65,825                        |
| ↓                                           | Bolintin-Vale        |                     |                            | 41 km²                 | 12,929                        |
|                                             | Mihăilești (Giurgiu) |                     |                            | 69 km²                 | 7,923                         |
| Distretto di Călărași (5 località)          |                      |                     |                            | 295 km²                | 23,492                        |
| ↓                                           | Fundulea             |                     |                            | 23 km²                 | 6,851                         |
| Distretto di Dâmbovița (3 località)         |                      |                     |                            | 206 km²                | 16,059                        |
| Distretto di Ialomița (2 località)          |                      |                     |                            | 56 km²                 | 4,054                         |
| AMB                                         |                      | 1,811 km²           | 2,272,163                  | 2,726 km²              | 2,381,593                     |